# Plecoptera annexa
Plecoptera annexa is een vlinder uit de familie spinneruilen (Erebidae). De wetenschappelijke naam is voor het eerst geldig gepubliceerd in 1898 door Distant.
De soort komt voor in tropisch Afrika.